# 21e brigade d'infanterie (Australie)
Pour les articles homonymes, voir 21e brigade.
La 21e brigade est une unité d'infanterie de la taille d'une brigade de l'armée australienne.
L'unité est brièvement créé en 1912 en tant que formation de milice dispensant une formation dans le cadre du programme de formation obligatoire. Plus tard, elle est reformée en avril 1940 dans le cadre de la seconde force impériale australienne, l'unité est levée pour le service pendant la Seconde Guerre mondiale. Dans le cadre de la 7e division, les unités constituantes de la brigade sont constituées de volontaires de plusieurs États australiens. 
Après un entraînement rudimentaire en Australie, la brigade se déploie au Moyen-Orient en octobre 1940. Des tâches défensives sont montées le long de la frontière libyenne au début de 1941, avant que la brigade ne soit engagée dans la campagne Syrie-Liban, combattant les forces françaises de Vichy. 
Au début de 1942, après l'entrée en guerre du Japon, la brigade retourne en Australie. Après une période de fonctions défensives en Australie, elle est déployée en Nouvelle-Guinée et a ensuite joué un rôle clé dans la campagne de la piste Kokoda, retardant l'avancée japonaise vers Port Moresby puis rejoignant la poursuite alors que les Japonais se replient vers Buna-Gona. En 1943-1944, la brigade participe à la prise de Lae et à la campagne des monts Finisterre. Sa dernière campagne de la guerre a lieu dans les derniers mois lorsque l'unité participe au débarquement de Balikpapan, avant sa dissolution en 1946.

## Commandants
- Brigadier Jack Stevens (en) (1940-1942) ;
- Brigadier Arnold Potts (1942) ;
- Brigadier Ivan Dougherty (1942-1945)[1].